# Встречная
Встречная — река в России, протекает по территории Красноселькупского района в Ямало-Ненецком автономном округе. Начинается в озере на высоте 152 метра над уровнем моря. Устье реки находится в 11 км по правому берегу реки Токылылькы. Длина реки составляет 17 км.

## Данные водного реестра
По данным государственного водного реестра России относится к Нижнеобскому бассейновому округу, водохозяйственный участок реки — Таз. Речной бассейн реки — Таз.
Код объекта в государственном водном реестре — 15050000112115300063372.